# Moldavien i Eurovision Song Contest 2016

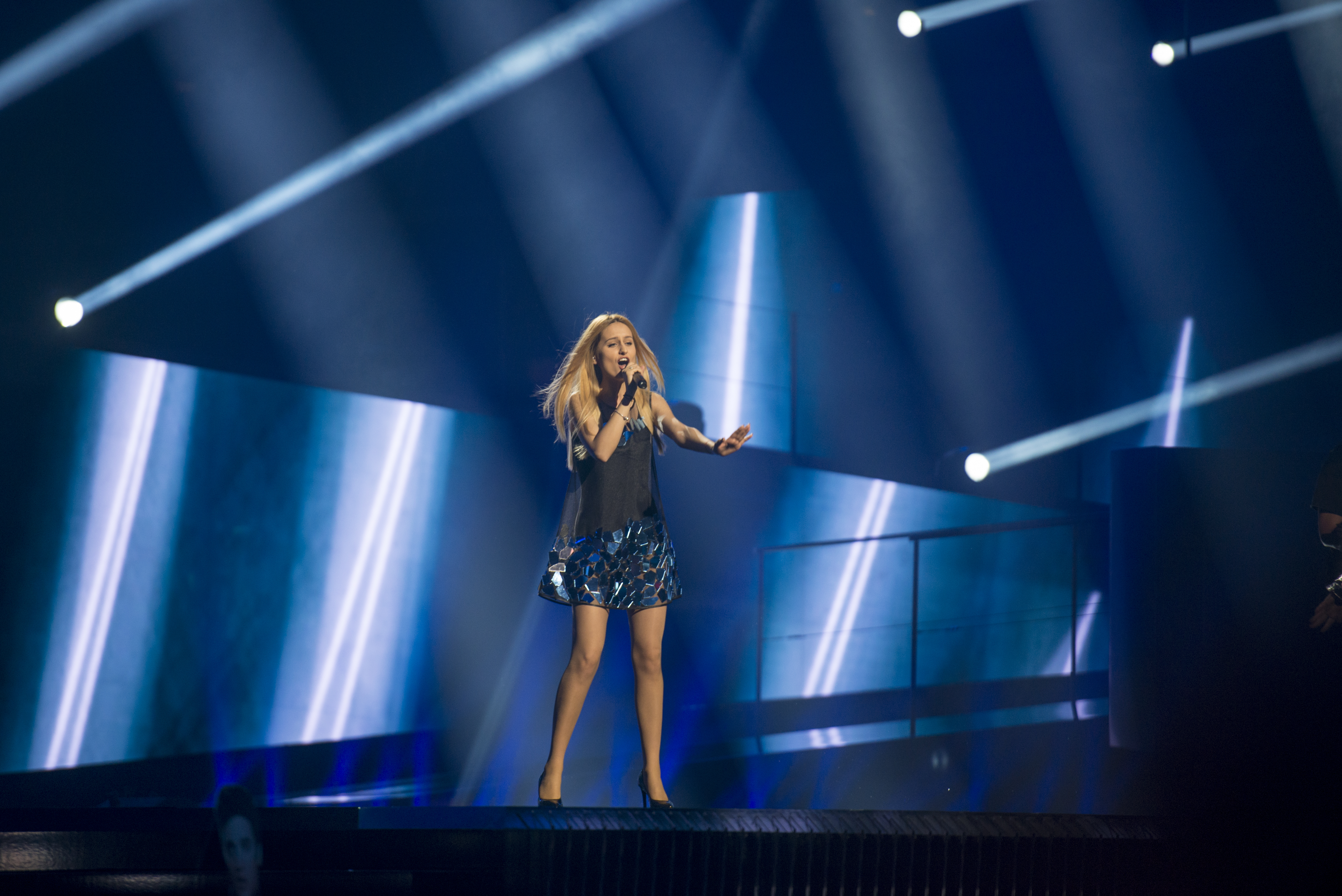
Lidia Isac under en repetition före första semifinalen av Eurovision Song Contest 2016 i Stockholm

Moldavien deltog i Eurovision Song Contest 2016 i Stockholm, Sverige. Landet representerades av Lidia Isac med "Falling Stars"

## Format
Den 13 oktober 2015 bekräftade Moldavien sitt deltagande.
Tävlingen bestod av 24 bidrag totalt med två semifinaler och en final. I varje semifinal deltog tolv bidrag. Sju bidrag tog sig vidare till final genom en kombination av hälften jury och hälften telefonröster och ett åttonde bidrag som utsågs genom där enbart telefonröster.

## Semifinalerna

### Semifinal 1
De bidrag med gul bakgrund gick vidare till final. De bidrag med turkos bakgrund var tittarnas favorit som gick vidare.
| Semifinal 1 – 23 februari 2016 | Semifinal 1 – 23 februari 2016 | Semifinal 1 – 23 februari 2016 | Semifinal 1 – 23 februari 2016 | Semifinal 1 – 23 februari 2016 | Semifinal 1 – 23 februari 2016 | Semifinal 1 – 23 februari 2016 | Semifinal 1 – 23 februari 2016 | Semifinal 1 – 23 februari 2016 | Semifinal 1 – 23 februari 2016 |
| Nr                             | Artist                         | Låt                            | Jury                           | Jury                           | Tele                           | Tele                           | Totalt                         | Plats                          |                                |
| ------------------------------ | ------------------------------ | ------------------------------ | ------------------------------ | ------------------------------ | ------------------------------ | ------------------------------ | ------------------------------ | ------------------------------ | ------------------------------ |
| 1                              | Doinița Gherman                | "Irresistible"                 | 73                             | 10                             | 442                            | 7                              | 17                             | 3                              |                                |
| 2                              | Valentina Nejel                | "Va fi târziu"                 | 32                             | 3                              | 142                            | 2                              | 5                              | 9                              |                                |
| 3                              | Valeria Pașa                   | "Save Love"                    | 104                            | 12                             | 188                            | 5                              | 17                             | 2                              |                                |
| 4                              | Emilia Russu                   | "I Am Not the Same"            | 37                             | 5                              | 151                            | 3                              | 8                              | 8                              |                                |
| 5                              | Che-MD                         | "Vodă e cu noi"                | 23                             | 1                              | 505                            | 8                              | 9                              | 7                              |                                |
| 6                              | Chris Maroo                    | "Tonight"                      | 0                              | 0                              | 99                             | 1                              | 1                              | 12                             |                                |
| 7                              | Valentin Uzun                  | "Mine"                         | 21                             | 0                              | 508                            | 10                             | 10                             | 6                              |                                |
| 8                              | Criss Jeff                     | "Good Life"                    | 36                             | 4                              | 30                             | 0                              | 4                              | 10                             |                                |
| 9                              | DoReDoS                        | "FunnyFolk"                    | 60                             | 8                              | 331                            | 6                              | 14                             | 4                              |                                |
| 10                             | Viola                          | "In the Name of Love"          | 48                             | 6                              | 178                            | 4                              | 10                             | 5                              |                                |
| 11                             | Maxim Zavidia                  | "La La Love"                   | 59                             | 7                              | 689                            | 12                             | 19                             | 1                              |                                |
| 12                             | Priza                          | "Rewind"                       | 29                             | 2                              | 13                             | 0                              | 2                              | 11                             |                                |

### Semifinal 2
De bidrag med guld-bakgrund gick vidare till final. De bidrag med turkos bakgrund var tittarnas favorit som gick vidare.
| Semifinal 2 – 25 februari 2016 | Semifinal 2 – 25 februari 2016      | Semifinal 2 – 25 februari 2016 | Semifinal 2 – 25 februari 2016 | Semifinal 2 – 25 februari 2016 | Semifinal 2 – 25 februari 2016 | Semifinal 2 – 25 februari 2016 | Semifinal 2 – 25 februari 2016 | Semifinal 2 – 25 februari 2016 | Semifinal 2 – 25 februari 2016 |
| Nr                             | Artist                              | Låt                            | Jury                           | Jury                           | Tele                           | Tele                           | Totalt                         | Plats                          |                                |
| ------------------------------ | ----------------------------------- | ------------------------------ | ------------------------------ | ------------------------------ | ------------------------------ | ------------------------------ | ------------------------------ | ------------------------------ | ------------------------------ |
| 1                              | Rodica & Ivan Aculov                | "Stop Lying"                   | 42                             | 4                              | 1 041                          | 10                             | 14                             | 5                              |                                |
| 2                              | Lidia Isac                          | "Falling Stars"                | 51                             | 5                              | 1 425                          | 12                             | 17                             | 1                              |                                |
| 3                              | Cristina Pintilie                   | "Picture of Love"              | 62                             | 7                              | 402                            | 7                              | 14                             | 4                              |                                |
| 4                              | Diana Brescan                       | "Till the End"                 | 20                             | 1                              | 263                            | 4                              | 5                              | 9                              |                                |
| 5                              | Max Fall feat. Dan Vozniuc & Malloy | "Game Lover"                   | 71                             | 8                              | 579                            | 8                              | 16                             | 3                              |                                |
| 6                              | Andrei Ionița & Onoffrei            | "Lie"                          | 55                             | 6                              | 160                            | 2                              | 8                              | 7                              |                                |
| 7                              | Felicia Dunaf                       | "You and Me"                   | 24                             | 2                              | 302                            | 5                              | 7                              | 8                              |                                |
| 8                              | Nadia Moșneagu                      | "Memories"                     | 75                             | 10                             | 322                            | 6                              | 16                             | 2                              |                                |
| 9                              | Big Flash Sound                     | "Când vrei"                    | 75                             | 12                             | 74                             | 0                              | 12                             | 6                              |                                |
| 10                             | Anna Gulko                          | "Never Let Go"                 | 18                             | 0                              | 94                             | 1                              | 1                              | 12                             |                                |
| 11                             | Beatrice                            | "Save My Heart for You"        | 1                              | 0                              | 227                            | 3                              | 3                              | 11                             |                                |
| 12                             | Vitalie Todirașcu                   | "Belladonna"                   | 28                             | 3                              | 29                             | 0                              | 3                              | 10                             |                                |

## Finalen
Sändes 27 februari 2016.
| Final – 27 februari 2016 | Final – 27 februari 2016            | Final – 27 februari 2016 | Final – 27 februari 2016 | Final – 27 februari 2016 | Final – 27 februari 2016 | Final – 27 februari 2016 | Final – 27 februari 2016 | Final – 27 februari 2016 | Final – 27 februari 2016 |
| Nr                       | Artist                              | Låt                      | Jury                     | Jury                     | Tele                     | Tele                     | Totalt                   | Plats                    |                          |
| ------------------------ | ----------------------------------- | ------------------------ | ------------------------ | ------------------------ | ------------------------ | ------------------------ | ------------------------ | ------------------------ | ------------------------ |
| 1                        | Valentin Uzun                       | "Mine"                   | 17                       | 0                        | 2 481                    | 6                        | 6                        | 8                        |                          |
| 2                        | Maxim Zavidia                       | "La La Love"             | 66                       | 7                        | 2 573                    | 7                        | 14                       | 5                        |                          |
| 3                        | Doinița Gherman                     | "Irresistible"           | 43                       | 3                        | 2 004                    | 3                        | 6                        | 7                        |                          |
| 4                        | Lidia Isac                          | "Falling Stars"          | 67                       | 8                        | 8 362                    | 12                       | 20                       | 1                        |                          |
| 5                        | Big Flash Sound                     | "Când vrei"              | 57                       | 5                        | 328                      | 0                        | 5                        | 9                        |                          |
| 6                        | Che-MD                              | "Vodă e cu noi"          | 0                        | 0                        | 609                      | 0                        | 0                        | 14                       |                          |
| 7                        | Andrei Ionița & Onoffrei            | "Lie"                    | 28                       | 1                        | 290                      | 0                        | 1                        | 12                       |                          |
| 8                        | Cristina Pintilie                   | "Picture of Love"        | 74                       | 10                       | 2 631                    | 8                        | 18                       | 2                        |                          |
| 9                        | Nadia Moșneagu                      | "Memories"               | 26                       | 0                        | 673                      | 1                        | 1                        | 13                       |                          |
| 10                       | Rodica & Ivan Aculov                | "Stop Lying"             | 20                       | 0                        | 2 021                    | 4                        | 4                        | 10                       |                          |
| 11                       | Emilia Russu                        | "I Am Not the Same"      | 5                        | 0                        | 142                      | 0                        | 0                        | 15                       |                          |
| 12                       | Viola                               | "In the Name of Love"    | 35                       | 2                        | 440                      | 0                        | 2                        | 11                       |                          |
| 13                       | DoReDoS                             | "FunktFolk"              | 59                       | 6                        | 8 287                    | 10                       | 16                       | 4                        |                          |
| 14                       | Max Fall feat. Dan Vozniuc & Malloy | "Game Lover"             | 46                       | 4                        | 1 972                    | 2                        | 6                        | 6                        |                          |
| 15                       | Valeria Pașa                        | "Save Love"              | 86                       | 12                       | 2 185                    | 5                        | 17                       | 3                        |                          |
| 16                       | Felicia Dunaf                       | "You and Me"             | 9                        | 0                        | 386                      | 0                        | 0                        | 16                       |                          |

## Under Eurovision
Landet deltog i SF1 där man inte lyckades nå finalen.